# Posadas, Misiones
Posadas là thành phố tỉnh lỵ tỉnh Missiones của Argentina. Thành phố nằm ở phía nam của tỉnh, bên bờ biển (phía tây) tả ngạn sông Paraná, đối diện Encarnación, Paraguay. Thành phố có diện tích 965 km ² và dân số của 324.756 người (theo điềutra dân số năm 2010), và dân số trên 351.000 người cho vùng đô thị Posadas (điều tra năm 2010).

## Khí hậu
| Dữ liệu khí hậu của Posadas (1961–1990)                     | Dữ liệu khí hậu của Posadas (1961–1990) | Dữ liệu khí hậu của Posadas (1961–1990) | Dữ liệu khí hậu của Posadas (1961–1990) | Dữ liệu khí hậu của Posadas (1961–1990) | Dữ liệu khí hậu của Posadas (1961–1990) | Dữ liệu khí hậu của Posadas (1961–1990) | Dữ liệu khí hậu của Posadas (1961–1990) | Dữ liệu khí hậu của Posadas (1961–1990) | Dữ liệu khí hậu của Posadas (1961–1990) | Dữ liệu khí hậu của Posadas (1961–1990) | Dữ liệu khí hậu của Posadas (1961–1990) | Dữ liệu khí hậu của Posadas (1961–1990) | Dữ liệu khí hậu của Posadas (1961–1990) |
| Tháng                                                       | 1                                       | 2                                       | 3                                       | 4                                       | 5                                       | 6                                       | 7                                       | 8                                       | 9                                       | 10                                      | 11                                      | 12                                      | Năm                                     |
| ----------------------------------------------------------- | --------------------------------------- | --------------------------------------- | --------------------------------------- | --------------------------------------- | --------------------------------------- | --------------------------------------- | --------------------------------------- | --------------------------------------- | --------------------------------------- | --------------------------------------- | --------------------------------------- | --------------------------------------- | --------------------------------------- |
| Cao kỉ lục °C (°F)                                          | 41.2 (106.2)                            | 39.8 (103.6)                            | 38.5 (101.3)                            | 36.2 (97.2)                             | 34.0 (93.2)                             | 31.0 (87.8)                             | 33.0 (91.4)                             | 34.1 (93.4)                             | 36.8 (98.2)                             | 38.3 (100.9)                            | 41.7 (107.1)                            | 42.1 (107.8)                            | 42.1 (107.8)                            |
| Trung bình ngày tối đa °C (°F)                              | 32.7 (90.9)                             | 32.0 (89.6)                             | 30.7 (87.3)                             | 27.3 (81.1)                             | 24.2 (75.6)                             | 21.6 (70.9)                             | 22.2 (72.0)                             | 23.6 (74.5)                             | 25.0 (77.0)                             | 28.1 (82.6)                             | 29.8 (85.6)                             | 32.1 (89.8)                             | 27.4 (81.3)                             |
| Trung bình ngày °C (°F)                                     | 26.4 (79.5)                             | 25.9 (78.6)                             | 24.5 (76.1)                             | 21.2 (70.2)                             | 18.3 (64.9)                             | 15.9 (60.6)                             | 16.2 (61.2)                             | 17.3 (63.1)                             | 18.8 (65.8)                             | 21.6 (70.9)                             | 23.7 (74.7)                             | 25.7 (78.3)                             | 21.3 (70.3)                             |
| Tối thiểu trung bình ngày °C (°F)                           | 21.1 (70.0)                             | 20.9 (69.6)                             | 19.5 (67.1)                             | 16.2 (61.2)                             | 13.5 (56.3)                             | 11.2 (52.2)                             | 11.4 (52.5)                             | 12.3 (54.1)                             | 13.6 (56.5)                             | 15.9 (60.6)                             | 17.9 (64.2)                             | 20.0 (68.0)                             | 16.1 (61.0)                             |
| Thấp kỉ lục °C (°F)                                         | 12.3 (54.1)                             | 10.3 (50.5)                             | 8.5 (47.3)                              | 5.0 (41.0)                              | 0.9 (33.6)                              | −1.2 (29.8)                             | −2.8 (27.0)                             | −0.3 (31.5)                             | 1.3 (34.3)                              | 5.4 (41.7)                              | 7.8 (46.0)                              | 9.6 (49.3)                              | −2.8 (27.0)                             |
| Lượng Giáng thủy trung bình mm (inches)                     | 156.4 (6.16)                            | 157.3 (6.19)                            | 142.5 (5.61)                            | 154.8 (6.09)                            | 140.5 (5.53)                            | 131.6 (5.18)                            | 103.6 (4.08)                            | 111.9 (4.41)                            | 141.0 (5.55)                            | 177.7 (7.00)                            | 156.5 (6.16)                            | 150.9 (5.94)                            | 1.724,7 (67.90)                         |
| Số ngày giáng thủy trung bình (≥ 0.1 mm)                    | 10                                      | 9                                       | 9                                       | 9                                       | 8                                       | 9                                       | 9                                       | 10                                      | 11                                      | 10                                      | 10                                      | 9                                       | 113                                     |
| Độ ẩm tương đối trung bình (%)                              | 71                                      | 75                                      | 76                                      | 77                                      | 79                                      | 80                                      | 77                                      | 74                                      | 73                                      | 71                                      | 69                                      | 69                                      | 74                                      |
| Số giờ nắng trung bình tháng                                | 248.0                                   | 214.7                                   | 170.5                                   | 195.0                                   | 186.0                                   | 144.0                                   | 158.1                                   | 161.2                                   | 111.0                                   | 201.5                                   | 219.0                                   | 232.5                                   | 2.241,5                                 |
| Phần trăm nắng có thể                                       | 59                                      | 58                                      | 45                                      | 57                                      | 55                                      | 46                                      | 48                                      | 46                                      | 31                                      | 50                                      | 54                                      | 54                                      | 50                                      |
| Nguồn 1: NOAA, Servicio Meteorológico Nacional (ngày giáng) |                                         |                                         |                                         |                                         |                                         |                                         |                                         |                                         |                                         |                                         |                                         |                                         |                                         |
| Nguồn 2: UNLP (nắng)                                        |                                         |                                         |                                         |                                         |                                         |                                         |                                         |                                         |                                         |                                         |                                         |                                         |                                         |